# Calen
Calen – miasto w Australii, w stanie Queensland.